# 진기 (원술 부하)
진기(陳紀, ? ~ ?)는 중국 후한 말의 정치가로, 양주(揚州) 단양군(丹陽郡) 사람이다.

## 생애
원술(袁術)을 섬겼다.
원술은 처음에 손책(孫策)에게 구강태수(九江太守)의 지위를 약속하였는데, 이후 마음을 바꾸어 진기를 임명하였다. 이에 손책은 불만을 품었고, 원술은 손책을 회유하여 여강태수(廬江太守)에 임명한다는 조건으로 여강태수 육강(陸康)을 공격하도록 하였다.

## 《삼국지연의》 속 진기
198년, 황제를 자칭한 원술이 여포(呂布)를 공격하자 제3군을 이끌고 종군하지만 진등(陳登)과 내통하였던 양봉(楊奉), 한섬(韓暹)의 배반으로 대패한다.
199년, 수춘 전투에서 조조(曹操)의 대군이 쳐들어오자 이풍(李豊), 양강(梁綱), 악취(樂就) 등과 함께 수춘(壽春)을 지켰으나 결국 대패하였고, 조조군에게 붙잡혀 처형당했다.